# Adesso che c'è lei/Quanno duie se vonno bene
Adesso che c'è lei/Quanno duie se vonno bene è un singolo di Peppino di Capri pubblicato in Italia nel 1966.

## Descrizione
Il brano Adesso che c'è lei è l'ultima canzone incisa dal cantante napoletano il cui testo è stato scritto da Paolo Lepore che in precedenza aveva scritto alcuni successi per Di Capri (come ad esempio Roberta oppure Non ti credo). La canzone si avvicina molto per quanto riguarda l'arrangiamento al beat italiano in voga in quella stagione.
Anche la seconda canzone, che il cantante un mese prima aveva presentato al Festival di Napoli 1966, viene eseguita in stile beat (con le tipiche vocalizzazioni di alcuni gruppi e cantanti). Entrambi i brani sono stati inclusi nell'album Girl uscito poche settimane dopo che è anche l'ultimo del cantante pubblicato dalla Carisch.
La copertina raffigura un primo piano di Di Capri. Sul retro vi è un'immagine di Napoli. Questo singolo non riscosse molto successo di vendita.

## Tracce
Lato A
- Adesso che c'è lei (testo di Paolo Lepore, musica di Giuseppe Faiella)

Lato B
- Quanno duie se vonno bene (testo di Renato Rutigliano, musica di Mario De Angelis)

## Formazione
- Peppino di Capri - voce, pianoforte
- Mario Cenci - chitarra, cori
- Ettore Falconieri - batteria, percussioni
- Pino Amenta - basso, cori
- Gabriele Varano - sassofono, cori